# Stanisław Kowalczewski

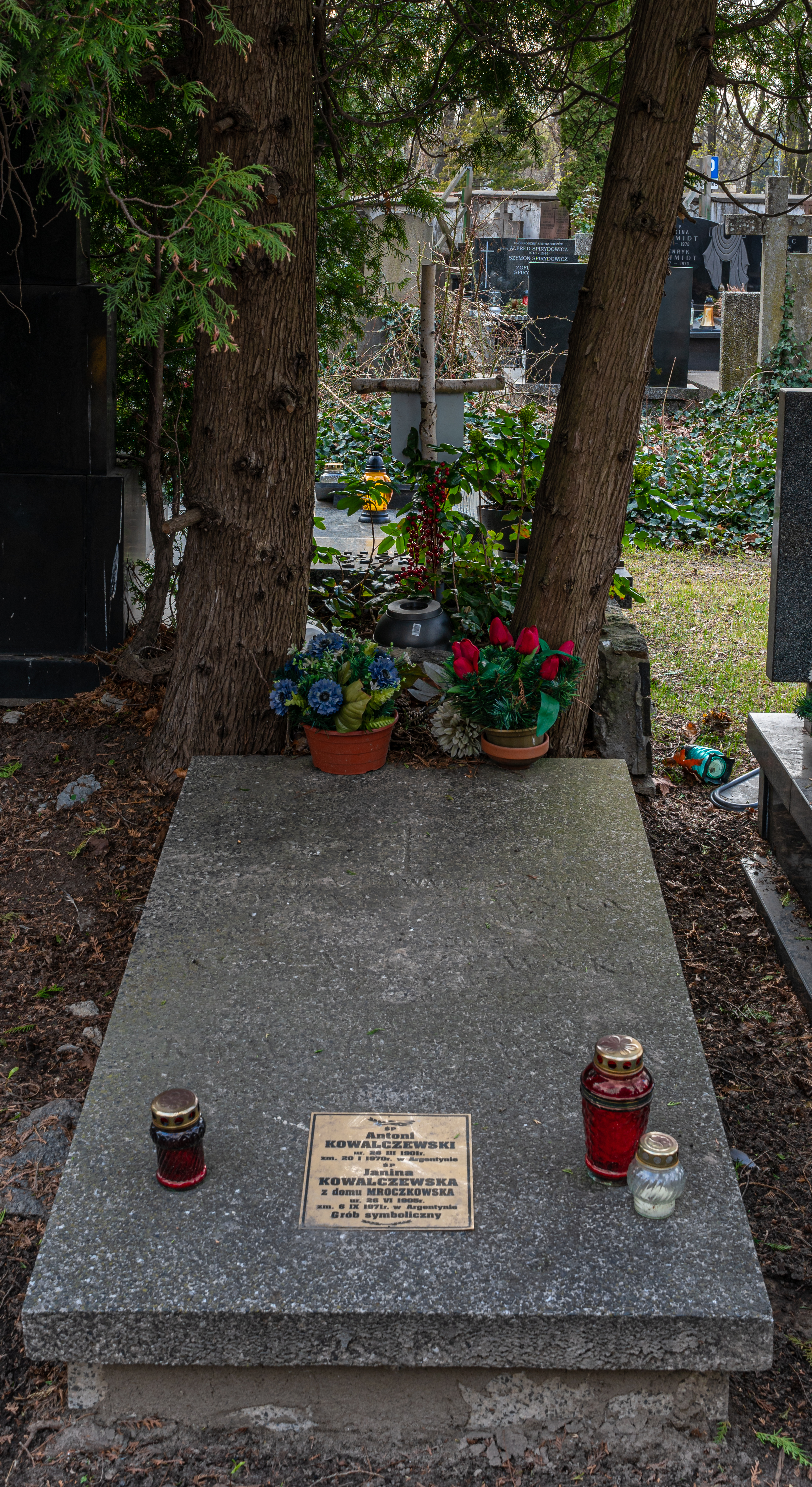
Grób Stanisława Kowalczewskiego na cmentarzu Powązkowskim

Stanisław Bolesław Kowalczewski (ur. 22 lutego 1890 w Dąbrowie Górniczej, zm. 18 października 1939) – kapitan kontraktowy broni pancernych Wojska Polskiego, strzelec sportowy, olimpijczyk z Paryża 1924.

## Życiorys
W 1924 został też mistrzem Lwowa i brązowym medalistą mistrzostw Polski w strzelectwie. Startował w igrzyskach olimpijskich w 1924 w Paryżu gdzie zajął 25. miejsce indywidualnie w konkurencji strzelania z pistoletu szybkostrzelnego (18 strzałów do sylwetek, 25 m), 58. miejsce indywidualnie w strzelaniu z karabinu dowolnego (20 strzałów, 600 m, pozycja dowolna), oraz 15. miejsce drużynowo w konkurencji strzelania z karabinu dowolnego (400 m, 600 m, 800 m pozycja leżąc).
27 stycznia 1930 awansował na rotmistrza ze starszeństwem z dniem 1 stycznia 1930 i 3. lokatą w korpusie oficerów kawalerii. W 1932 pełnił służbę w 3 pułku pancernym. W 1934 został przeniesiony do Centrum Wyszkolenia Czołgów i Samochodów Pancernych w Modlinie. Później został przeniesiony w stan spoczynku, a następnie powołany do służby kontraktowej i przeniesiony do korpusu oficerów broni pancernych. W marcu 1939 pełnił służbę w 89 Obwodzie Przysposobienia Wojskowego w Rembertowie przy 3 baonie strzelców na stanowisku komendanta powiatowego PW Mińsk Mazowiecki.
Zmarł 18 października 1939. Pochowany na cmentarzu Powązkowskim w Warszawie (kwatera 118-3-5,6).

## Ordery i odznaczenia
- Krzyż Niepodległości (28 grudnia 1933)[6][7][8]
- Złoty Krzyż Zasługi (30 stycznia 1939)[9]
- Srebrny Krzyż Zasługi (10 listopada 1928)[10]
- Odznaka „Znak Pancerny”